# Stephanie Rehe
Stephanie Rehe (ur. 5 listopada 1969 w Fontanie w stanie Kalifornia) – amerykańska tenisistka.
Rodzice tenisistki pochodzą z Niemiec.

## Kariera tenisowa
W ciągu zawodowej kariery, która trwała w latach 1985–1993, wygrała cztery turnieje gry pojedynczej oraz dwa gry podwójnej. Osiągnęła czwartą rundę turnieju French Open 1987 oraz ten sam etap US Open 1988.
W 1983 roku Rehe została najmłodszą zawodniczką klasyfikowaną w rankingu zawodowym (miała trzynaście lat i dwa miesiące), pobijając tym samym o dwa miesiące rekord należący do Steffi Graf. Swój pierwszy tytuł gry pojedynczej zdobyła w Tampie, pokonując po drodze Carling Bassett i Gabrielę Sabatini. Wygrała też turniej w Salt Lake City w tym samym roku, następnie w 1987 w San Juan w Portoryko, a w 1988 w Tajpej i San Diego. W 1989 roku przerwała występy na kortach z powodu kontuzji, przeszła operację. Potem osiągnęła jeszcze ćwierćfinał turnieju w Los Angeles w 1990 roku.
Reprezentowała Stany Zjednoczone w Pucharze Wightman.

### Finały juniorskich turniejów wielkoszlemowych

#### Gra podwójna (1–0)
| Końcowy wynik | Rok  | Turniej   | Nawierzchnia | Partnerka        | Przeciwniczki                         | Wynik finału  |
| Zwyciężczyni  | 1984 | Wimbledon | Trawiasta    | Caroline Kuhlman | Wiktoria Milwidskaja Łarysa Sawczenko | 6:3, 5:7, 6:4 |